# Quintus Gargilius Martialis
Quintus Gargilius Martialis war ein römischer Schriftsteller. Er lebte im 3. Jahrhundert und befasste sich mit botanischen, landwirtschaftlichen und medizinischen Themen.

## Mögliche Lebenszeugnisse
Quintus Gargilius Martialis wird in zwei Inschriften und in drei Handschriften der Spätantike genannt. Diese müssen sich aber nicht zwingend auf den Schriftsteller der überlieferten Fachschriften beziehen.
In der Provinz Mauretania Caesariensis hat sich eine Inschrift aus dem Jahr 260 für den römischen Ritter Q. Gargilius Martialis erhalten. Es werden zahlreiche zivile und militärische Ämter und Erfolge aufgezählt:
...eius virtute ac vigilantia Faraxen rebellis cum satellitibus suis fuerit captus et interfectus
(Übersetzung: "...durch seine Tapferkeit und Wachsamkeit wurde der aufständische Faraxen mit seinen Anhängern gefangen und hingerichtet").
In der Historia Augusta wird ein Biograph des Alexander Severus mit diesem Namen erwähnt.
 Cassiodor kannte die Schriften des Quintus Gargilius Martialis und empfahl sie zum Studium der für die Gartenpflege zuständigen Mönche. Er schätzte sie sehr und stellte sie mit den Schriften des Lucius Iunius Moderatus Columella und Palladius auf eine Stufe.

## Werke
Erhalten sind drei größere Fragmente:
- Curae boum – Heilmittel für Rinder

und zwei Fragmente aus seinem Werk mit dem vermutlichen Titel De hortis
- De arboribus pomiferis – Von fruchttragenden Bäumen
- Medicinae ex oleribus et pomis – Heilmittel aus Gemüsen und Früchten

### Curae boum
Das Fragment ist nur in einer einzigen Handschrift aus dem 16. Jahrhundert, dem Codex Leidensis Vossianus F 71, überliefert. Die Autorenschaft ist umstritten. Es handelt sich um Rezepte für in der Landwirtschaft eingesetzte Großtiere, insbesondere Ochsen. Die Rezepte sind nach Beschwerden angeordnet, von allgemeiner Schwäche bis zu Symptomen wie Schnupfen oder Eingeweideschmerzen. Eine Systematik der Erkrankungen ist nicht zu erkennen.
Die Mehrzahl der Medikamente besteht aus pflanzlichen Stoffen, wie Knoblauch oder Anis, die in Wein oder Fett gelöst werden. Aber auch einige Rezepte der Dreckapotheke und magische Praktiken finden sich. Die 23 Rezepte belegen die Kontinuität des Wissens in der Antike. Einige Rezepte wurzeln in der De agri cultura Cato des Älteren. Das Rezept (3)
Boves si aegrotare coeperint, dato continuo ovum gallinacium, quod crudum integro facito ut devoret
findet sich fast wortgleich bei Cato:
Bos si aegrotare coeperit, dato continuo ei unum ovum gallinaceum crudum; integrum facito devoret.
Beides lässt sich frei übersetzen:
 Wenn ein Rind anfängt zu kränkeln, lass es ein ganzes, rohes Hühnerei verschlucken.

### De arboribus pomiferis
Unterschiedliche, sich überschneidende Texte sind in 10 Handschriften vom 6. Jahrhundert (Neapolitanus A.IV.8) bis zum 15. Jahrhundert (Florentinus Aedilium 165) überliefert. 1828 edierte Angelo Mai eine Ausgabe. 1978 gab Innocenzo Mazzini eine Ausgabe heraus mit den Bäumen: Cydoneia (= Quitte), Persica (= Pfirsich), Amygdala (= Mandel) und Castanea (= Esskastanie).
Hauptsächlich werden die Methoden der Baumanzucht, in geringerem Maße die generellen Ansprüche der Bäume und die Aufbewahrung der Früchte behandelt.
 Es wird detailliert beschrieben, wie die Früchte bzw. Kerne der Früchte behandelt, in die Erde gebracht, mit Mist gedüngt, gewässert etc. werden. Auch auf die richtige Pflanzzeit, bezeichnet durch den Monatsnamen, aber auch durch Ereignisse wie Untergang der Vergiliae, Anfang des Favonius wird eingegangen. Auch verschiedene Arten des Pfropfen sind bekannt.
Gargilius Martialis nennt zahlreiche Gewährsleute. Die am häufigsten herangezogenen sind Mago, Columella, Aulus Cornelius Celsus und Plinius der Ältere. Dabei zitiert er – soweit dies erhaltener Quellen wegen überprüfbar ist –, sehr genau. So heißt es bei Columella
amygdala si parum ferax erit, forata arbore lapidem adigito et ita librum arboris inolescere sinito

Gargilius Martialis führt aus (233):
si ferax non erit … Qidam radicibus perforabis silicem adiciunt et ita arboris librum patiuntur inolescere.
Beides lässt sich frei wiedergeben:
Wenn ein Mandelbaum zu wenig Frucht bringt, bohrt man ein Loch in seinen Stamm, steckt einen Stein hinein und lässt die Baumrinde darüber zuwachsen.

### Medicinae ex oleribus et pomis
16 Fragmente vom 6. Jahrhundert (Neapolitanus A IV 8) bis zum 16. Jahrhundert (Vindebonensis Ser. n. 2623), die sich überschneiden, haben sich erhalten. In einigen Handschriften ist der Text mit der Angabe: explicit liber tertius phisice plinij secundi incipunt capitula libri quarti… an die 3 Bücher der Physica Plinii angefügt. Der Text galt daher lange als 4. Buch der Physica Plinii.
 Es ist eine Sammlung heilkundlicher Empfehlungen und Rezepte auf der Basis von Gartennutzpflanzen und fruchttragenden Bäumen. Der Text gliedert sich in 39 Kapitel, die einer Pflanze und 21 Kapitel, die einem Baum gewidmet sind. Die Gartennutzpflanzen umfassen Gemüse (z. B. Spargel) und Gewürze (z. B. Koriander), beinhalten aber nur einen Teil der bei anderen antiken Schriftstellern – auch als Heilmittel – überlieferten Gartenpflanzen. Die Bäume umfassen wohl alle damals bekannten fruchttragenden Bäume, darunter die Birne, der Apfel, die Kastanie, die Kirsche. Rezepte mit mehreren Ingredienzien und Mengenangaben sind die Ausnahme, häufig dagegen allgemeine Angaben:
Matrici utilissimus cibus est (XVII)
diese Speise ist der Gebärmutter sehr nützlich
Zur Galenik wird hauptsächlich Essig, Wein und Honig benutzt.
Die Gründe für die Verwendung einer Pflanze reichen von Stärkung (XXVIII):
nullum athletarum cibum sine anetho
keine Ernährung der Athleten ohne Dill
Kosmetisches (Kahlköpfigkeit, I), über schmerzhafte Zustände bis zu tödlichen Erkrankungen (Gelbsucht, VII). Das zu behandelnde Leiden wird teilweise direkt angegeben (Hundebiss (XVI), Husten (I)), teilweise wird nur das leidende Körperorgan genannt (iocineris iniuriae (XXV) = Probleme mit der Leber). Der Schwerpunkt der behandelten Leiden liegt im Magen/Darm – Bereich, der mit den griechischen Lehnwörtern stomachus = Magen und aluum = Bauch, aber auch mit dem lateinischen uenter = Bauch bezeichnet wird. Viele Pflanzen werden für erstaunlich viele und unterschiedliche Leiden empfohlen. So soll der Fenchel (XXV) gut sein für Darm, Lunge, Leber, gegen Steinleiden, die Milch der Stillenden vermehren und vieles mehr.
Das Buch ist eine Sammlung aus den Werken mehrerer lateinischer und griechischer Autoren. Die meisten Angaben finden sich bei Plinius dem Älteren, Naturalis historia, Buch XX und XXIII, vieles aber auch bei Pedanios Dioscurides und Galenos. Gargilius Martialis nennt diese häufig, und auch weitere Autoren.

## Rezeption
Die Bücher des Gargilius Martialis wurden in der Spätantike weitergelesen und -verwendet. Zitierungen der Rezepte finden sich noch im ausgehenden 4. Jahrhundert bei P. Vegetius Renatus.
Palladius nennt ihn dreizehnmal in seinem Buch über die Landwirtschaft. Gargilius Martialis gehört damit zu seinen Hauptquellen. Das ergibt sich auch durch Textvergleiche. In den Deutschen Macer (13. Jahrhundert) wurden 7 Kapitel aus der „Medicina ex oleribus et pomis“ des Gargilius Martialis vollständig übernommen.

## Textausgaben
- Gargilius Martialis: Curae boum ex corpore Gargili Martialis. Edidit Ernestus Lommatzsch, Leipzig 1903
- Gargilius Martialis: Les remèdes tirés des légumes et des fruits. Text établi, traduit et commenté par Brigitte Maire, Paris 2002 (mit ausführlicher Einleitung zu Leben und Werk)
- Martialis: De oleribus Martialis und die medicinische Litteratur des sechsten Jahrhunderts. Valentin Rose in: Anecdota Graeca et Graecolatina, Zweites Heft, Berlin 1870
- Quintus Gargilius Martialis: Medicinae ex oleribus et pomis in Plinii secundi quae fertur una cum Gargilii Martialis medicina. Nunc primum edita, herausgegeben von Valentin Rose, Leipzig 1875
- Q. Gargilius Martialis: De hortis. A cura di Innocenzo Mazzini, Bologna 1978 (2., verb. Aufl. 1988)
- James. L. Zainaldin (Hg.): Gargilius Martialis: The Agricultural Fragments. Cambridge University Press, 2020. ISBN 978-1-108-49989-7
- Gargilius: Gesundheit aus dem Garten, lateinisch und deutsch. Zweisprachige Ausgabe von Kai Brodersen. Stuttgart: Reclam 2022, ISBN 978-3-15-014251-6